# Laurentina (estación)
Laurentina es la estación terminal sur de la línea B del Metro de Roma. Se encuentra en Giuliano-Dalmata, en la intersección de Via Laurentina con Via Vigna Murata, junto a un terminal de autobuses urbanos e interurbanos.

## Historia
La estación fue diseñada en la década de 1930 como un terminal de carga del ferrocarril urbano para la Exposición Universal de 1942. Sin esta celebrarse, debido a la Segunda Guerra Mundial, se decidió abandonar el proyecto y modificarlo, debido sobre todo al aumento de tráfico de Via Laurentina y la importancia que comenzó a cobrar el barrio de EUR en materia financiera y laboral.
Laurentina se beneficiaba de la rápida conexión que daba con el centro de la ciudad a través de la estación Termini (tramo original de la línea B), aunque dado el poco tráfico y la presencia de una línea entre EUR Fermi y Laurentina, hacia que el servicio tuviera una frecuencia entre 12 y 15 minutos por tren. Sin embargo, con el aumento del tráfico de la línea B, su expansión en 1990 hacia Rebibbia y la inauguración de la línea A, se hizo necesario modernizar el tramo original de la línea B. Para Laurentina se decidió una reestructuración que incluía crear una vía desde EUR Fermi, la cobertura de los andenes y la construcción de un moderno y amplio edificio para colocar las oficinas, un aparcamiento y un terminal de autobuses de líneas urbanas y interurbanas. Para ello, la estación fue cerrada a finales de la década de 1980 para permitir las obras, dejando a EUR Fermi como estación terminal provisoria.
Los trabajos se completaron en 1990 y la estación pudo ser reabierta al público. Sin embargo, el intercambio con el terminal de autobuses se alargó por 14 años, debiendo palearse con paradas en estación EUR Fermi. Fue inaugurado totalmente en 2004.
Actualmente, Laurentina es una de las estaciones más utilizadas, sufriendo de hacinamientos en horas punta. Se prevé ampliar la línea hacia el este, a la zona Vigna Murata, pero dado el desarrollo de las zonas residenciales a lo largo de Via Laurentina, también se ha planeado extender la línea hacia el sur hasta Trigoria, creando una curva de 90°.